# Marina Masljonko
Marina Wladimirowna Masljonko (russisch Марина Владимировна Маслёнко, engl. Transkription Marina Vladimirovna Maslyonko; * 3. Juli 1982 in Kustanai, Kasachische SSR, UdSSR) ist eine ehemalige kasachische Sprinterin, die sich auf den 400-Meter-Lauf spezialisiert hat.

## Sportliche Laufbahn
Erste Erfahrungen bei internationalen Meisterschaften sammelte Marina Masljonko im Jahr 2006, als sie bei den Asienspielen in Doha in 53,99 s den sechsten Platz über 400 m belegte und mit der kasachischen 4-mal-400-Meter-Staffel in 3:33,86 min gemeinsam mit Wiktorija Jalowzewa, Margarita Mukaschewa und Olga Tereschkowa die Silbermedaille hinter dem Team aus Indien gewann. Jahr darauf gelangte sie bei den Asienmeisterschaften in Amman mit 54,76 min auf den sechsten Platz und sicherte sich in 3:50,81 min gemeinsam mit Tatjana Roslanowa, Margarita Mukaschewa und Anna Gawrjuschenko die Bronzemedaille hinter Indien und Japan. Anschließend startete sie über 400 m bei der Sommer-Universiade in Bangkok, kam dort aber mit 54,94 s nicht über die erste Runde hinaus. 2008 gewann sie bei den Hallenasienmeisterschaften in Doha in 53,38 min die Silbermedaille hinter der Bahrainerin Ruqaya Al Ghasra und sicherte sich auch im Staffelbewerb in 3:38,10 min gemeinsam mit Tatjana Asarowa, Wiktorija Jalowzewa und Anna Gawrjuschenko die Silbermedaille hinter den Inderinnen. Im Jahr darauf klassierte sie sich bei den Studentenweltspielen in Belgrad mit 53,26 min auf dem sechsten Platz über 400 m und anschließend schied sie bei den Weltmeisterschaften in Berlin mit 54,38 s im Vorlauf aus. Daraufhin gewann sie bei den Hallenasienspielen in Hanoi in 54,34 s die Bronzemedaille hinter der Chinesin Chen Jingwen und Gulustan Mahmood aus dem Irak. Zudem siegte sie in 3:39,21 min gemeinsam mit Wiktorija Jalowzewa, Margarita Mukaschewa und Anna Gawrjuschenko im Staffelbewerb. Kurz darauf wurde sie bei den Asienmeisterschaften in Guangzhou in 53,78 s Fünfte im Einzelbewerb und erreichte mit der Staffel in 3:36,54 min Rang vier. 
2010 siegte sie in 53,89 s bei den Hallenasienmeisterschaften in Teheran und sicherte sich dort in 3:44,20 min gemeinsam mit Jelena Dombrowskaja und Olga Safronowa sowie einer weiteren Athletin die Silbermedaille im Staffelbewerb. Im November nahm sie erneut an den Asienspielen in Guangzhou teil und gewann dort in 52,70 s die Bronzemedaille hinter ihrer Landsfrau Olga Tereschkowa und Asami Chiba aus Japan. Zudem gewann sie im Staffelbewerb in 3:30,03 min gemeinsam mit Wiktorija Jalowzewa, Margarita Mukaschewa und Tereschkowa die Silbermedaille hinter dem Team aus Indien. 2011 konnte sie ihr Rennen im Vorlauf bei den Asienmeisterschaften in Kōbe nicht beenden und verpasste anschließen mit der Staffel den Finaleinzug bei den Weltmeisterschaften in Daegu. Im Jahr darauf qualifizierte sie sich über 400 m für die Teilnahme an den Olympischen Spielen in London, schied dort aber mit 53,66 s in der ersten Runde aus. 2014 wurde sie bei den Asienspielen in Incheon in 3:36,83 min Sechste in der 4-mal-400-Meter-Staffel und beendete daraufhin ihre aktive sportliche Karriere im Alter von 32 Jahren.
In den Jahren 2009, 2012 und 2013 wurde Masljonko kasachische Meisterin im 400-Meter-Lauf sowie 2013 auch in der 4-mal-400-Meter-Staffel. Zudem wurde sie 2007, 2008 und 2010 auch Hallenmeisterin über 400 m.

## Persönliche Bestzeiten
- 400 Meter: 51,41 s, 26. Juni 2008 in Nakhon Ratchasima
  - 400 Meter (Halle): 53,38 s, 15. Februar 2008 in Doha